# António Maria de Albuquerque do Couto e Brito da Costa e Faro

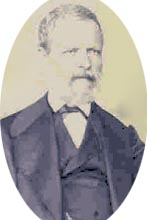
António Maria de Albuquerque do Couto e Brito da Costa e Faro.

António Maria de Albuquerque do Couto e Brito da Costa e Faro (Nelas, Casa de Vilar Seco, 29 de Setembro de 1814 - ?) foi um fidalgo Cavaleiro da Casa Real e Juíz de Direito em Viseu, Tomar, Seia, e na ilha Graciosa, Açores. 
Foi formado bacharel em Direito pela Universidade de Coimbra e foi Senhor da Casa de Vilar Seco.

## Relações Familiares
Foi filho de Miguel António Pereira Tenreiro de Albuquerque (13 de Abril de 1757 - ?) e de D. Antónia do Loreto do Couto e Brito da Costa e Faro (16 de Abril de 1784 - ?)
Casou na ilha Graciosa, Açores em 13 de Abril de 1845, com D. Maria Amélia de Lacerda da Silveira e Bettencourt Labatt, de quem teve dois filhos.
1. João Álvaro de Brito Albuquerque (13 de Março de 1850 -?) que foi casado com D. Joana Elisa da Cunha e Vasconcelos.
2. António de Albuquerque Brito da Silveira Labatt (19 de Abril de 1846 - ?) e que casou com D. Maria Delfina Godinho Sampaio e Melo.